# Alec Wintering
Alec Wintering (nacido el 26 de abril de 1995 en Concord, Carolina del Norte, Estados Unidos) es un jugador de baloncesto estadounidense con nacionalidad jamaicana. Con 1,80 metros de altura juega en la posición de base. Actualmente pertenece a la plantilla del Super Agropal Palencia de la Liga LEB Oro española.

## Trayectoria Deportiva
Realizó su etapa formativa en la Universidad de Portland, en la que militó durante cuatro años siendo el jugador referente de los Pilots compitiendo en la División I de la NCAA. En su temporada de graduación (2016/17) promedió 19.5 puntos, 5.6 asistencias y 4.6 rebotes, si bien no completó la campaña ya que en el mes de enero sufrió una gravísima lesión (rotura del ligamento anterior cruzado de la rodilla izquierda) por la que causó baja para el resto de la misma, temiéndose incluso por la continuidad de su carrera. 
Tras su recuperación, en septiembre de 2017 firma su primer contrato profesional con el Araberri Basket Club, equipo de LEB Oro, la segunda división española. Completó la campaña 2017/18 promediando 15 puntos, 5.4 asistencias y 3.4 rebotes, siendo uno de los jugadores más destacados de la competición.
En 2018/19 ficha por el Dutch Windmills de la FEB Eredivisie, la primera división holandesa. A pesar de sufrir una importante lesión en el mes de octubre (fractura de peroné) que le mantuvo tres meses apartado de las canchas, disputó 15 partidos con promedios de 16 puntos, 3.7 asistencias y 4.6 rebotes. Abandonó la competición en el mes de abril debido a los problemas financieros de su club.
En diciembre de 2019, regresa a España para reforzar al Levitec Huesca de la Liga LEB Oro.
En julio de 2020, se compromete con el Club Melilla Baloncesto de la Liga LEB Oro. En las filas del Melilla, firmó 14.4 puntos con un 44.4% de acierto desde el triple, 3.2 rebotes, cuatro asistencias y 16.1 de valoración en la segunda fase del campeonato, disputando una media de 25 minutos por partido.
En julio de 2021, se compromete con el Real Valladolid Baloncesto de la Liga LEB Oro, con el que promedia 12.8 puntos, 3.1 rebotes y 3.8 asistencias.
El 25 de junio de 2022, firma por los Gaiteros del Zulia para jugar la Liga Profesional de Baloncesto de Venezuela, durante el verano de 2022.
El 25 de julio de 2022, firma por el Palencia Baloncesto de la LEB Oro.
El 21 de julio de 2023, se compromete con el CB Estudiantes de la Liga LEB Oro española.
El 26 de junio de 2024, se compromete con el CB Estudiantes de la Liga LEB Oro española.